# هاميش هاميلتون
هاميش هاميلتون (بالإنجليزية: Hamish Hamilton)‏ هو مخرج بريطاني، ولد في 8 أبريل 1966 في بلاكبول في المملكة المتحدة.

## وصلات خارجية
- الموقع الرسمي
- هاميش هاميلتون على موقع IMDb (الإنجليزية)
- هاميش هاميلتون على موقع ميوزك برينز (الإنجليزية)
- هاميش هاميلتون على موقع أول موفي (الإنجليزية)
- هاميش هاميلتون على موقع ديسكوغز (الإنجليزية)
- هاميش هاميلتون على موقع قاعدة بيانات الفيلم (الإنجليزية)
- هاميش هاميلتون على موقع كينوبويسك (الروسية)